# Mihai Mincă
Mihai Mincă (n. 8 octombrie 1984, Zlatna, România) este un fotbalist român, care joacă pe post de portar la Kisvárda FC⁠(d) în Nemzeti Bajnokság II. Pe plan internațional, are prezențe la națională pentru România Sub-21.
În martie 2006 a primit Medalia „Meritul Sportiv” clasa a II-a cu o baretă din partea președintelui României de atunci, Traian Băsescu, deoarece a făcut parte din echipa Rapidului care a obținut calificarea în sferturile Cupei UEFA 2005-2006.